# Malvella
Malvella es un género  con 4 especies aceptadas, de las 24 descritas, de fanerógamas  perteneciente a la familia  Malvaceae.

## Descripción
Son hierbas perennes con numerosos tallos difusos y con hojas estipuladas cordiformes o reniformes/orbiculares. Las flores son axilares y solitarias, con un calículo de 3 piezas inconspicuas libres mientras el cáliz es pentamero al igual que los pétalos enteros, con uña corta y de color amarillo o rosado. El fruto es un
esquizocarpo con 7-13 mericarpos pubescentes y que se inflan cuando maduran (este último carácter es una de las diferenciaciones notables con el género Malva).

## Distribución
El género está representado en el Mediterráneo, esencialmente el oriental pero también en España, por una especie y las otras 3 son endémicas del suroeste de Estados Unidos y el norte de México.

## Especies aceptadas
- Malvella lepidota (A. Gray) Fryxell
- Malvella leprosa (Ortega) Krapov.
- Malvella sagittifolia (A. Gray) Fryxell
- Malvella sherardiana (L.) Jaub. & Spach[1][4]